# Frederick af Hallum
Sankt Frederick af Hallum (frisisk: Freark fan Hallum) (ca. 1113 - 5. marts 1175) var en præmonstratenserpræst og kanoniseret, grundlægger af og første abbed i Mariengaarde Abbedi i Friesland i Holland.
Frederik blev født i Hallum. Efter at have studeret i skolen ved domkirken i Münster blev han præst i sin hjemby. Han udmærkede sig med en stor sjælelig inderlighed og førte et liv i beskedenhed. Efter sin moders død sluttede han sig til præmonstratenserne og grundlagde klosteret Mariëngaarde, der blomstrede under hans ledelse. Han udøvede også en positiv indflydelse på sine omgivelser. Han bragte adelen i de nederlandske stater til at bilægge deres tvister og viste sig som en faderskikkelse for de fattige og ulykkelige. 
Han døde i år 1175 og blev begravet på Mariengaarde.
Efter hans død skete der mange mirakler. Relikvier af Frederick lå i Hallum indtil 1614, hvorefter de for at undgå at falde i hænderne på calvinister blev overført til klosterkirken i Bonne-Espérance nær Vellereille-les-Brayeux i Vallonien Hainaut, hvor de blev placeret i 1616 eller 1617. De blev overført til Leffe Abbedi nær Dinant i 1938. 
Kanonisering af den hellige Frederik blev formelt ratificeret i 1728.
Han fejres hvert år den 4. februar af Præmonstratenserordenen og i Utrecht ærkebispedømme.